# Giro delle Marche 1974
Il Giro delle Marche 1974, settima edizione della corsa, si svolse il 25 luglio 1974 su un percorso di 222,4 km. La vittoria fu appannaggio del colombiano Martín Emilio Rodríguez, che completò il percorso in 5h40'20", precedendo il danese Ole Ritter e l'italiano Valerio Lualdi.

## Ordine d'arrivo (Top 10)
| Pos. | Corridore               | Squadra            | Tempo    |
| ---- | ----------------------- | ------------------ | -------- |
| 1    | Martín Emilio Rodríguez | Bianchi-Campagnolo | 5h40'20" |
| 2    | Ole Ritter              | Filotex            | a 1'27"  |
| 3    | Valerio Lualdi          | Brooklyn           | s.t.     |
| 4    | Marino Basso            | Bianchi-Campagnolo | s.t.     |
| 5    | Francesco Moser         | Filotex            | s.t.     |
| 6    | Enrico Paolini          | Scic               | s.t.     |
| 7    | Pierino Gavazzi         | Jollj Ceramica     | s.t.     |
| 8    | Roland Salm             | Zonca              | s.t.     |
| 9    | Giovanni Battaglin      | Jollj Ceramica     | s.t.     |
| 10   | Giancarlo Polidori      | Dreherforte        | s.t.     |